# Nia globispora
Nia globispora är en svampart som beskrevs av Barata & Basilio 1997. Nia globispora ingår i släktet Nia och familjen Niaceae.   Inga underarter finns listade i Catalogue of Life.